# Ryan Shultz
Ryan Shultz (* 1963) ist ein US-amerikanischer Basstrompeter des Modern Jazz.
Shultz arbeitete u. a. mit den Saxophonisten Anthony Braxton, Ari Brown, Don Menza, Dave Liebman und Nick Brignola, den Trompetern Randy Brecker, Johnny Coles, Paul Smoker, John McNeil und Bobby Shew, den Perkussionisten Ray Appleton, Manolo Badrena, Steve Barrios, Robby Ameen und Steve Houghton, dem Hornisten Tom Varner und dem Multiinstrumentalisten Ira Sullivan.
Zwischen 1989 und 1995 nahm er viermal am Chicago Jazz Festival teil, 1995 mit dem Damon Short Sextet am "What Is Jazz"-Festival in der Knitting Factory. 1996 trat er bei den Olympischen Sommerspielen in Atlanta auf, im Folgejahr war er featured performer des Jahrestreffens der International Association for Jazz Education. 1998 wirkte er bei Ted Sirotas Album Propaganda mit.
Shultz leitet ein eigenes Quartett und mehrere Trio-Projekte; außerdem ist er Mitglied mehrerer in Chicago beheimateter Bands, darunter des Kelly Brand Quintet, des Bob Dogan Quintet, des Damon Short Quintet/Sextet, der Chicago Jazz Coalition, des Rudresh Mahanthappa Quintet, der Brackets und von Ted Sirotas Rebel Souls.
Shultz komponierte eine Suite für Basstrompete, Cello, Bass und Schlagzeug sowie mehrere Werke für Trio, Quintett und Oktett mit Basstrompete, Basstrompete solo und Basstrompete mit Perkussion. Für seine Kompositionen wurde er von der Stadt Chicago ausgezeichnet.